# Roger Crab
Roger Crab (1621 - 11 de setembro de 1680) foi um escritor político e vegetariano ético inglês. Publicou os panfletos The English Hermite (1655) e Dagons-Downfall (1657).